# Fahd
Der Fahd ist ein allradgetriebener (4×4) ägyptischer Transportpanzer, der in den 1980er-Jahren vom deutschen Unternehmen Henschel-Wehrtechnik für Ägypten entwickelt wurde.

## Beschreibung
Anfang der 1980er-Jahre beauftragte die ägyptische Armee den deutschen Rüstungskonzern Henschel-Wehrtechnik, einen geländegängigen Mannschaftstransportpanzer zu entwerfen. Die Firmenbezeichnung lautete TH390. Die Produktion begann bereits im Jahr 1985 im ägyptischen Werk Kader, das in der Nähe von Kairo liegt. Der Fahd basiert im Wesentlichen auf einem Mercedes-Benz-Lkw-Fahrwerk, das mit einem quaderförmigen gepanzerten Aufbau versehen ist. Die Panzerung bietet zuverlässigen Schutz gegen Projektile des Kalibers 7,62 × 51 mm NATO und Granatsplitter. Der Fahd überzeugt durch seine einfache und robuste Konstruktion und ist für den Einsatz im Wüstenterrain optimiert. Standardmäßig ist der Radpanzer mit einer Servolenkung sowie einer vom Fahrer regelbaren Reifendruckanlage ausgestattet.
Es existieren verschiedene Versionen des Fahd; so ist die Version Fahd-240/30 mit dem Geschützturm des BMP-2 ausgestattet, zudem ist zur 30-mm-Maschinenkanone koaxial ein 7,62-mm-MG angeordnet. Des Weiteren existieren eine Sanitätspanzerversion sowie eine Führungs- und Funkfahrzeugvariante.
Genutzt wird der Fahd von Kuwait, Oman, Sudan und Ägypten, wobei Ägypten mit etwa 1000 Fahrzeugen über die größte Anzahl verfügt.